# ناتاليا بوخريبنياك
ناتاليا أوليخفنا بوخريبنياك (بالأوكرانية: Наталія Олегівна Погребняк) هي عداءة مسافات قصيرة أوكرانية ولدت في يوم 19 فبراير 1988 في خاركيف أوبلاست في أوكرانيا، أبرز إنجازاتها هو فوزها بالميدالية البرونزية في سباق 4×100 متر تتابع في بطولة العالم لألعاب القوى 2011 في دايغو في كوريا الجنوبية.

## روابط خارجية
- ناتاليا بوخريبنياك على موقع الاتحاد الدولي لألعاب القوى (الإنجليزية)
- ناتاليا بوخريبنياك على موقع الدوري الماسي (الإنجليزية)
- ناتاليا بوخريبنياك على موقع أوليمبيديا (الإنجليزية)